# FQDN
FQDN (от англ. Fully Qualified Domain Name — «полностью определённое доменное имя», иногда сокращается до «полное доменное имя») — доменное имя, не имеющее неоднозначностей в определении. Включает в себя имена всех родительских доменов иерархии DNS.
В DNS и, что особенно существенно, в файлах зоны, FQDN завершаются точкой (например, example.com.), то есть включают корневое доменное имя, которое является безымянным (то есть пустым).
Различие между FQDN и доменным именем появляется при именовании доменов второго, третьего уровня и так далее. Для получения FQDN требуется обязательно указать в имени домены более высокого уровня (например, sample является доменным именем, однако FQDN имя выглядит как sample.gtw-02.office4.example.com.). В DNS-записях доменов (для перенаправления, почтовых серверов и так далее) всегда используются FQDN.
Максимальный размер FQDN — 255 байт, с ограничением в 63 байта на каждое имя домена.

## Последствия пропущенной точки
Если в конце FQDN точка не указана, то в зависимости от места применения она обрабатывается по-разному:
- точка автоматически добавляется (подразумевается) большинством пользовательских программ (веб-браузеры и так далее)
- имя считается относительным (то есть является дополнением к имени существующего домена); например, так себя ведёт BIND при работе с файлами зон.

13 октября 2009 года из-за пропущенной точки в скрипте обновления зоны .se (Швеция) более 900 тысяч доменных имён оказались недоступны (так как зона «se», вместо «se.», стала доменом второго уровня, а не первого).